# Andrzej Durka
Andrzej Zdzisław Durka (ur. 15 marca 1952 w Kłodzinie, zm. 10 sierpnia 2021 w Szczecinie) – polski polityk i samorządowiec, były wicemarszałek województwa i wicewojewoda zachodniopomorski.

## Życiorys
Syn Wiesława i Wiesławy. Ukończył studia z teatrologii na Uniwersytecie im. Adama Mickiewicza w Poznaniu.
Należał do Związku Młodzieży Wiejskiej i Zjednoczonego Stronnictwa Ludowego. Pracował zawodowo w administracji publicznej. W latach 1998–2001 zajmował stanowisko wicemarszałka zachodniopomorskiego. Następnie objął urząd wicewojewody w tym województwie, który sprawował do marca 2003.
Później pełnił funkcję pełnomocnika prezydenta Szczecina, następnie został kierownikiem referatu w urzędzie tego miasta, a potem głównym specjalistą w Biurze Strategii UM Szczecin.
Należał do Polskiego Stronnictwa Ludowego, był przewodniczącym regionalnych struktur tej partii. W wyborach samorządowych w 2006 z ramienia tego ugrupowania uzyskał mandat radnego sejmiku zachodniopomorskiego III kadencji. Startował ponownie w wyborach na radnego województwa w 2010, 2014 i 2018. Kandydował także kilkukrotnie bezskutecznie do Sejmu, po raz ostatni w 2019.
Został pochowany na cmentarzu Płonia w Szczecinie.

## Odznaczenia
W 1998 otrzymał Złoty Krzyż Zasługi.